# Aniołki Matusińskiego
Aniołki Matusińskiego – określenie biegaczek na 400 metrów, które od momentu przejęcia funkcji trenera reprezentacji Polski przez Aleksandra Matusińskiego w 2012 roku, odnosiły największe sukcesy na turniejach międzynarodowych indywidualnie oraz w sztafecie. Do tego grona należą: Justyna Święty-Ersetic, Małgorzata Hołub-Kowalik, Iga Baumgart-Witan, Natalia Kaczmarek, Patrycja Wyciszkiewicz, Anna Kiełbasińska, Joanna Linkiewicz, Aleksandra Gaworska.
Pierwsze sukcesy nadeszły w 2015 roku podczas halowych mistrzostw Europy w Pradze, na których sztafeta 4x400 metrów zdobyła brązowy medal. Natomiast na Uniwersjadzie w południowokoreańskim Gwangju Małgorzata Hołub zdobyła indywidualnie wicemistrzostwo, a sztafeta zdobyła mistrzostwo tego turnieju. W 2016 roku podczas halowych mistrzostw świata w amerykańskim Portland sztafeta zdobyła wicemistrzostwo świata. W 2017 roku podczas halowych mistrzostw Europy w Belgradzie Justyna Święty zdobyła brązowy medal, a sztafeta zdobyła mistrzostwo tego turnieju. Ponadto sztafeta zajęła 2. miejsce w IAAF World Relays 2017 w Nassau, na mistrzostwach świata w Londynie sztafeta zdobyła brązowy medal, a także na Uniwersjadzie w Tajpej zawodniczki Matusińskiego zdobyły dwa mistrzostwa tego turnieju: Małgorzata Hołub oraz w sztafecie. W 2018 roku podczas halowych mistrzostw świata w brytyjskim Birmingham sztafeta ponownie zdobyła wicemistrzostwo świata, natomiast na mistrzostwach Europy w Berlinie zawodniczki Matusińskiego zdobyły dwa mistrzostwa tego turnieju: indywidualnie Justyna Święty-Ersetic oraz w sztafecie.
Jednak szczyt popularności Aniołków Matusińskiego nastąpił w 2019 roku. Podczas halowych mistrzostw Europy w szkockim Glasgow sztafeta zdobyła mistrzostwo. Ponadto triumfowała w World Athletics Relays w japońskiej Jokohamie, a na drużynowych mistrzostwach Europy w Bydgoszczy zawodniczki Matusińskiego zdobyły dwa mistrzostwa tego turnieju: indywidualnie Justyna Święty-Ersetic oraz w sztafecie. Na mistrzostwach świata w Dosze sztafeta zdobyła wicemistrzostwo świata, natomiast na światowych wojskowych igrzyskach sportowych w chińskim Wuhanie Justyna Święty-Ersetic zdobyła brązowy medal, a sztafeta zdobyła mistrzostwo tego turnieju. W 2021 roku na World Athletics Relays na Stadionie Śląskim w Chorzowie sztafeta triumfowała w rezerwowym składzie. Natomiast na igrzyskach olimpijskich 2020 w Tokio, w sztafecie mieszanej, w której skład wchodziły m.in.: Natalia Kaczmarek, Justyna Święty-Ersetic, zdobyły mistrzostwo olimpijskie 2020 w Tokio z czasem 3:09,87 poprawiając także rekord olimpijski oraz Europy, a także w sztafecie wicemistrzostwo olimpijskie 2020, z czasem 3:20,537 poprawiając również rekord Polski.

## Sukcesy zawodniczek
Justyna Święty-Ersetic
- Mistrzostwo Europy: 2018
- Halowe wicemistrzostwo Europy: 2021
- Brązowy medal halowych mistrzostw Europy: 2017
- Drużynowe mistrzostwo Europy: 2019
- Brązowy medal światowych wojskowych igrzysk sportowych: 2019

Małgorzata Hołub
- Mistrzostwo Uniwersjady: 2017
- Wicemistrzostwo Uniwersjady: 2015

Sztafeta 4x400 metrów
- Wicemistrzostwo olimpijskie: 2020[a]
- Wicemistrzostwo świata: 2019[b]
- Brązowy medal mistrzostw świata: 2017[c]
- Mistrzostwo Europy: 2018[d]
- Halowe wicemistrzostwo świata: 2016[e], 2018[f]
- Halowe mistrzostwo Europy: 2017[g], 2019[h]
- Brązowy medal halowych mistrzostw Europy: 2015[i]
- Mistrzostwo światowych wojskowych igrzysk sportowych: 2019[j]
- World Athletics Relays: 2019[k], 2021[l]
- 2. miejsce w World Athletics Relays: 2017[m]
- Drużynowe mistrzostwo Europy: 2019[n]
- Mistrzostwo Uniwersjady: 2015[o], 2017[p]

Sztafeta mieszana 4x400 metrów
- Mistrzostwo olimpijskie: 2020[q]